# Interposició lingüística
La interposició lingüística és el fenomen sociolingüístic inherent a la situació minoritària, segons el qual les relacions entre una comunitat lingüística i la resta del món, passen per la llengua dominant.
El concepte d'interposició lingüística fou creat i introduït per L. V. Aracil (1983) en el seu assaig «La situació minoritària» (1983), inspirat en els conceptes de cultura satèl·lit i la noció popular d'«extranjero» a Puerto Rico. La interposició es caracteritza (partint de la situació minoritària en què es troba una llengua en situació de bilingüisme unilateral) per ser el fenomen que es dona entre la llengua dominant i la subordinada, que comporta que totes les relacions de la llengua subordinada amb la resta, passin per la llengua dominant. La interposició comporta amagar la llengua subordinada fins a la seva desaparició total, atès que la llengua dominant no és tan sols vehicular, sinó intermediària, la qual cosa comporta que interpreti i representi les relacions de la llengua subordinada amb la resta del món, amb el control que això pot comportar sobre aquesta. Amb aquest concepte L.V. Aracil pretén donar una resposta al procés d'encerclament o aïllament que pateixen les llengües subordinades per les dominants.
Una llengua que és usada en totes les situacions i en tots els àmbits és un transport per designar la realitat, i la llengua que apareix tan sols esporàdicament, acabarà per no reconèixer-se i això comportarà que no es presenti com quelcom ben bé real. Com comenta Lamuela, «en les societats modernitzades, els parlants de llengües subordinades produeixen en la llengua dominant la representació de certs aspectes de la realitat, com els àmbits especialitzats de la ciència i de la tècnica». Quan la llengua Y fa de pont en la relació que té la comunitat de la llengua X amb el món, Aracil parla de «mediatització», una mediatització acaba essent norma.
El català quan ha de referir-se a certes realitats calca de l'espanyol i aquest fet té conseqüències en el discurs, el desenvolupament de determinats conceptes i la forma lingüística.
Joan Garí exposa els efectes d'una situació d'interposició (si X és la llengua subordinada i Y la dominant):
- els manlleus lèxics (i els noms propis en particular) passen de X als altres idiomes a través de Y
- les traduccions són indirectes: a través de Y
- la tendència natural dels parlants de X és adreçar-se en Y a tots els estrangers, etc.

Quant a les etapes de la interposició, en un primer moment, s'instaura entre una comunitat lingüística (la de X) i la resta, trobant-se així X envoltada per Y, de manera que tan sols té contacte en els confins; en una segona etapa, Y comença a calar i a infiltrar-se en X. En aquesta concatenació d'etapes, el moment crucial és quan Y envaeix els àmbits públics, i se li permet monopolitzar-los. Arribats a aquest punt ja no podem parlar d'interposició, sinó d'intrusió.
A més, un efecte evident es produeix en la identitat de la comunitat amb la seva llengua en procés de minorització. Una comunitat no es comunicarà directament (amb la seva llengua) a una altra comunitat si no se sent en el mateix nivell. Per tant, s'amaga l'existència de la llengua X. Dues conseqüències directes són la interferència lingüística i la substitució lingüística.

## Antecedents
Lluís Aracil va ser qui va introduir aquest concepte a partir de la noció de «cultura satèl·lit» del poeta T. S. Eliot. La «cultura satel·lit» és «aquella que, tot i conservar el seu idioma, està tan íntimament lligada a una altra i en depèn tant, que totes les classes de la població, i no pas solament algunes, han d'ésser bilingües», per tant, una veritable cultura satèl·lit és aquella que té una relació permanent de dependència amb una altra de més forta). Juntament amb uns escrits del sociòleg Joseph Dillard sobre Puerto Rico i la seva relació amb els EUA dels quals es desprèn que a Puerto Rico els natius donen automàticament per cert que tot estranger és americà, Aracil va veure que ambdues concepcions eren perfectament complementàries. Aracil la defineix de la manera següent: «el fet que (quasi) totes les relacions entre la comunitat lingüística de l'idioma X i la resta de la humanitat passin per l'idioma Y». Aracil entén la interposició com un aspecte revelador, perquè reflecteix la situació minoritària.